# Katedra w Bergen
Katedra w Bergen (bokmål: Bergen domkirke, nynorsk Bergen domkyrkje) – jest główną świątynią diecezji Bjørgvin. Usytuowana w centrum miasta Bergen w Norwegii, pierwsza udokumentowana wzmianka o niej pochodzi z 1181. Zachowała dawne wezwanie Świętego Olafa (norw.: S Olav).
Podczas panowania króla Haakona IV Starego, klasztor Franciszkanów został założony obok kościoła, wtedy znanego jako Olavskirken lub kościół Świętego Olafa, który został do niego włączony. Kościół spłonął w 1248 i ponownie w 1270, ale został odbudowany po obu pożarach. W 1463 spłonął ponownie, ale tym razem nie został odbudowany aż do 1550, mimo że został ustanowiony katedrą w roku 1537.
Po pożarach w 1623 i 1640, katedra w Bergen otrzymała obecny wygląd zewnętrzny Wieża przy nawie została zburzona, a obecna wieża została wybudowana. W trakcie renowacji w 1880 roku przez architekta Christiana Christiego, rokokowe wnętrze zostało zastąpione przez nadanie wnętrzu z powrotem ich dawnego średniowiecznego wyglądu.
Kula armatnia pochodząca z Bitwy pod Vågen (1665) między flotami angielską i holenderską została osadzona w ścianie zewnętrznej katedry.
W dniu 18 marca 2007 Drone doomowa grupa Sunn O))) nagrała album Domkirke na żywo w katedrze podczas festiwalu Borealis.